# 1-й Одеський міжнародний кінофестиваль

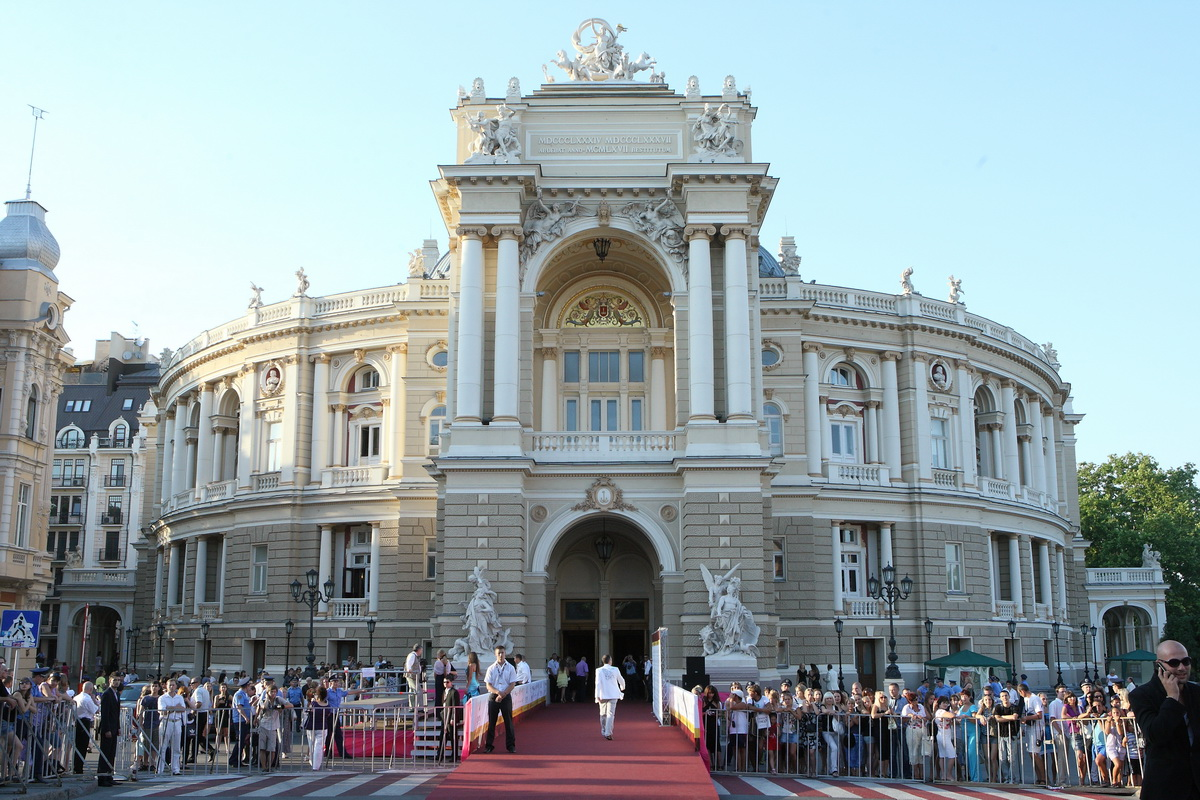
Одеський оперний театр — місце церемонії відкриття і закриття фестивалю

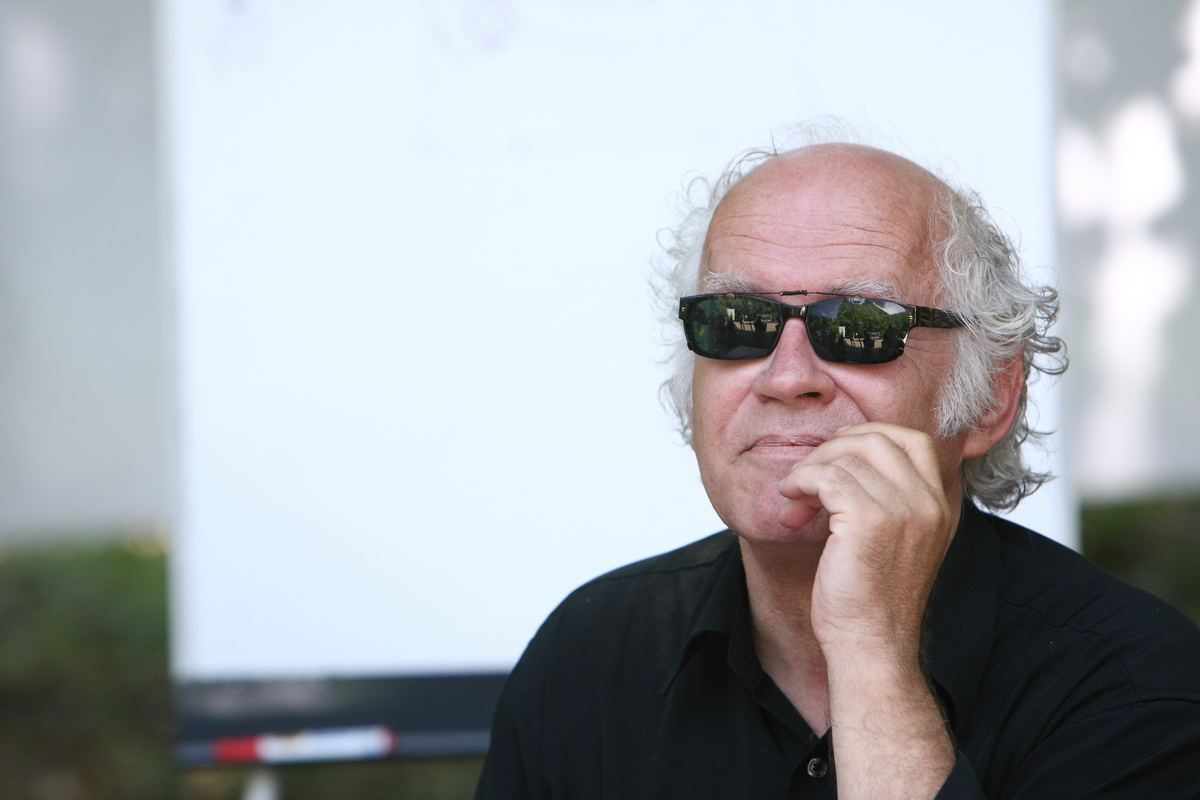
Йос Стеллінг — глава журі 1-го Одеського кінофестивалю-2010

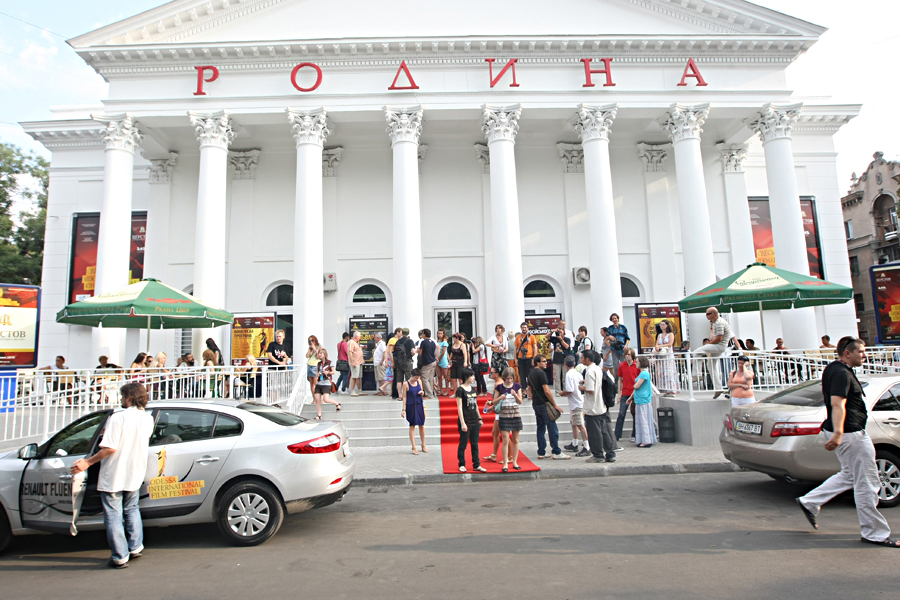
Одеський міжнародний кінофестиваль: Фестивальний центр

1-й Одеський міжнародний кінофестиваль пройшов із 16 по 24 липня 2010 року в Одесі, Україна, і відразу ж став однією з резонансних українських кіноподій року: велика програма включала понад 70 фільмів, які подивилося близько 40 тисяч глядачів.
У конкурсній програмі було представлено 16 фільмів із США, Франції, Голландії, Іспанії, Італії, України, Польщі, Японії, Німеччини, Перу, Росії, Індії, Великої Британії, Канади.
Міжнародне журі фестивалю очолив голландський режисер Йос Стеллінг.
У дні фестивалю на фестивальних майданчиках було показано понад 70 фільмів, а гостями молодого кінофоруму стали голлівудський актор Рутгер Хауер, режисери Вадим Перельман, Кшиштоф Зануссі, Кіра Муратова, Юрій Мамін, актори Грегуар Колєн, Володимир Машков, Ольга Кабо, Еммануїл Віторган, Аліка Смехова, Лариса Удовіченко, Юрій Стоянов, Сергій Мігицко та інші.
Фільмом-відкриттям стала французька картина «Серцеїд» Паскаля Шоме, а на закритті демонструвався російський фільм Дмитра Месхієва «Людина біля вікна». Церемонія відкриття і закриття фестивалю пройшли у знаменитому Одеському оперному театрі.
Основним майданчиком фестивалю, його Фестивальним центром, в якому демонструвалася конкурсна програма і усі основні покази, був кінотеатр «Родіна». Окрім цього фестивальні кінопокази проходили ще в чотирьох кінотеатрах Одеси: «Сінема Сіті», «Золотий Дюк», «Маски» і «U-cinema».
Головний приз фестивалю — статуетку «Золотий Дюк» — отримав російський фільм режисера Андрія Кавуна «Дітям до 16…».
В рамках фестивалю також були проведені круглі столи і особливий проект «Літня кіношкола», в ході якої з майстер-класами для учасників кіношколи на Одеській кіностудії виступили спеціальні гості фестивалю: Рутгер Хауер, кінорежисери Кшиштоф Зануссі, Вадим Перельман, Кіра Муратова, Йос Стеллінг, Юрій Мамін, письменник Любко Дереш, кінознавець Наум Клейман, продюсер Сергій Чліянц та інші..

## Журі
- Йос Стеллінг — глава журі, режисер і сценарист, Нідерланди
- Світлана Сикора — артдиректор фестивалю goEAST, Німеччина
- Грегуар Колєн  — актор, Франція
- Сергій Чліянц — кінопродюсер, Росія
- Сергій Тримбач — Голова Національної спілки кінематографістів, Україна

## Конкурсна програма

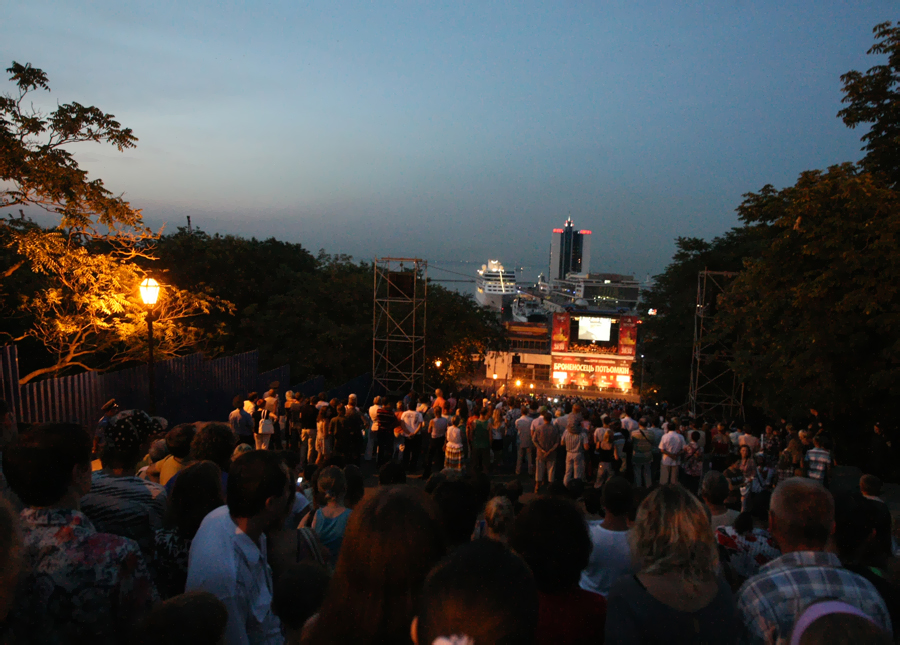
Кіноконцерт «Броненосець Потьомкін» на Потьомкінських сходах в рамках Одеського кінофестивалю

| Українська назва          | Оригінальна назва       | Режисер(и)                      | Країна виробництва |
| ------------------------- | ----------------------- | ------------------------------- | ------------------ |
| Нога Бога                 | Pide di Dio             | Луїджі Сардієлло                | Італія             |
| Товстуни                  | Gordos                  | Даніель Санчес Аревало          | Іспанія            |
| Останній Мамонт Франції   | Mammuth                 | Гюстав де Керверн Бенуа Делепін | Франція            |
| Моє самогубство           | My Suicide              | Девід Лі Міллер                 | США                |
| Перукарка                 | Die Friseuse            | Доріс Дьоррі                    | Німеччина          |
| Жовтень                   | Octubre                 | Даніель Вега, Дієго Вега        | Перу Іспанія       |
| Шина                      | Rubber                  | Кентен Дюпье                    | США, Франція       |
| Святий Джон із Лас-Вегаса | Saint John of Las Vegas | Х'ю Родс                        | США                |
| Рік плотоїдства           | Year of the Carnivore   | Сук-інь Лі                      | Канада             |
| Пістолет Страдіварі       | Pistolet Stradivari     | Олексій Луканев                 | Україна, Росія     |
| Дорога, фільм             | Road, Movie             | Подівши Бенегал                 | США, Індія         |
| Символ                    | Shinboru                | Хитоси Матсумото                | Японія             |
| Дітям до 16…              | Detiam do 16…           | Андрій Кавун                    | Росія              |
| Колисанка                 | Kolysanka               | Юліуш Махульський               | Польща             |
| Кондитер                  | Taartman                | Аннемарі ван де Монд            | Нідерланди         |
| Скелети                   | Skeletons               | Нік Вітфільд                    | Велика Британія    |

Примітка: Конкурсна програма ОМКФ згідно з інформацією офіційного сайту

## Позаконкурсна програма
Позаконкурсну частину фестивалю склали програма «Фестиваль фестивалів», спеціальна французька програма «Французький бульвар» та спеціальна російська програма «Нове російське кіно», а також спецпокази, ретроспективи фільмів видатних кінорежисерів Федеріко Феліні, Кіри Муратової, найкращих комедій Одеської кіностудії
В рамках спеціальних показів на фестивалі відбулися прем'єри в Україні фільмів Романа Поланського «Письменник-примара», Люка Бессона «Надзвичайні пригоди Адель», Джузеппе Торнаторе "Баария" (перший показ в СНД) і презентація українського кіноальманаху короткометражок «Мудаки: Арабески».

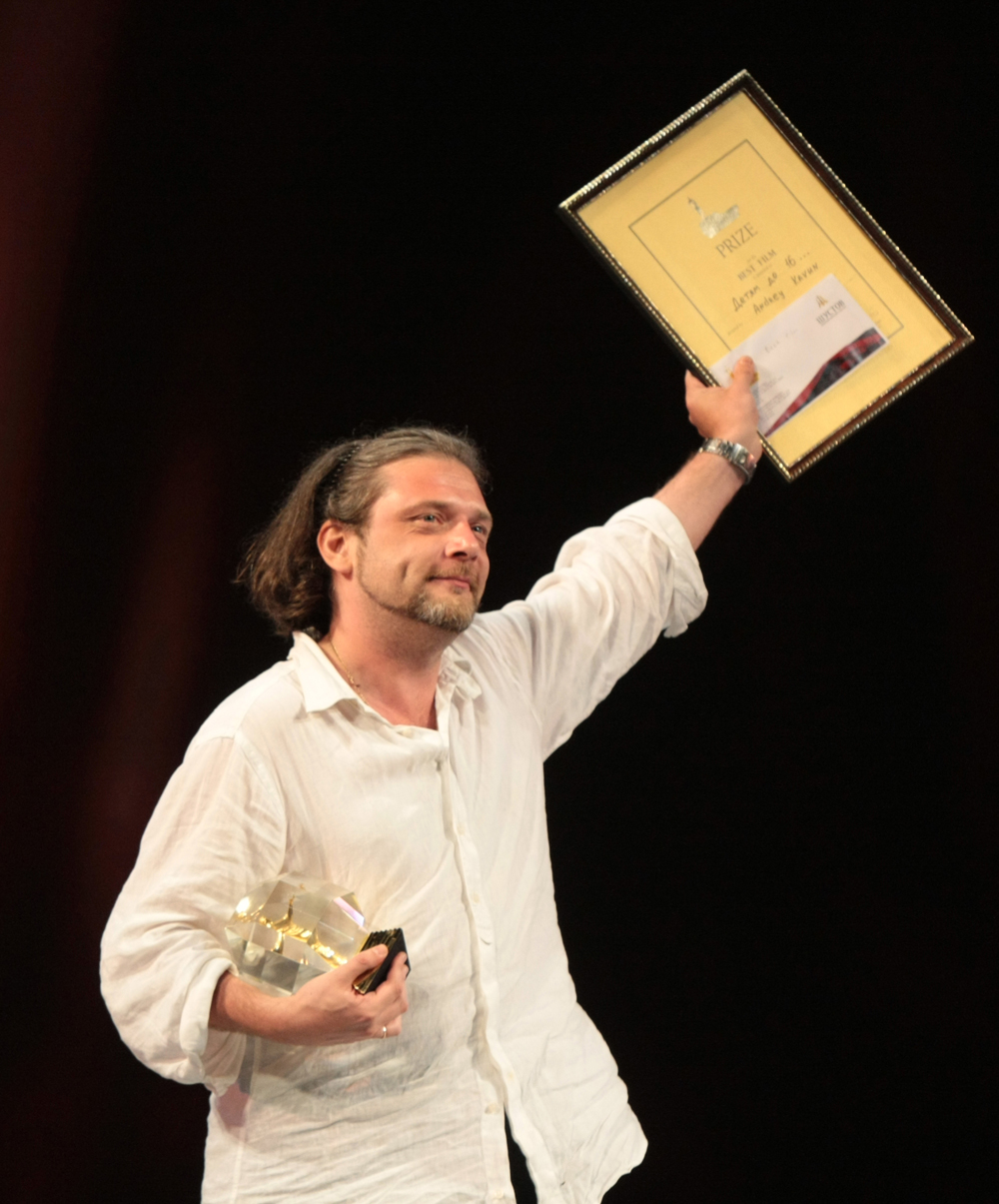
Режисер фільму «Дітям до 16…» Андрій Кавун отримує Головний приз 1-го Одеського кінофестивалю

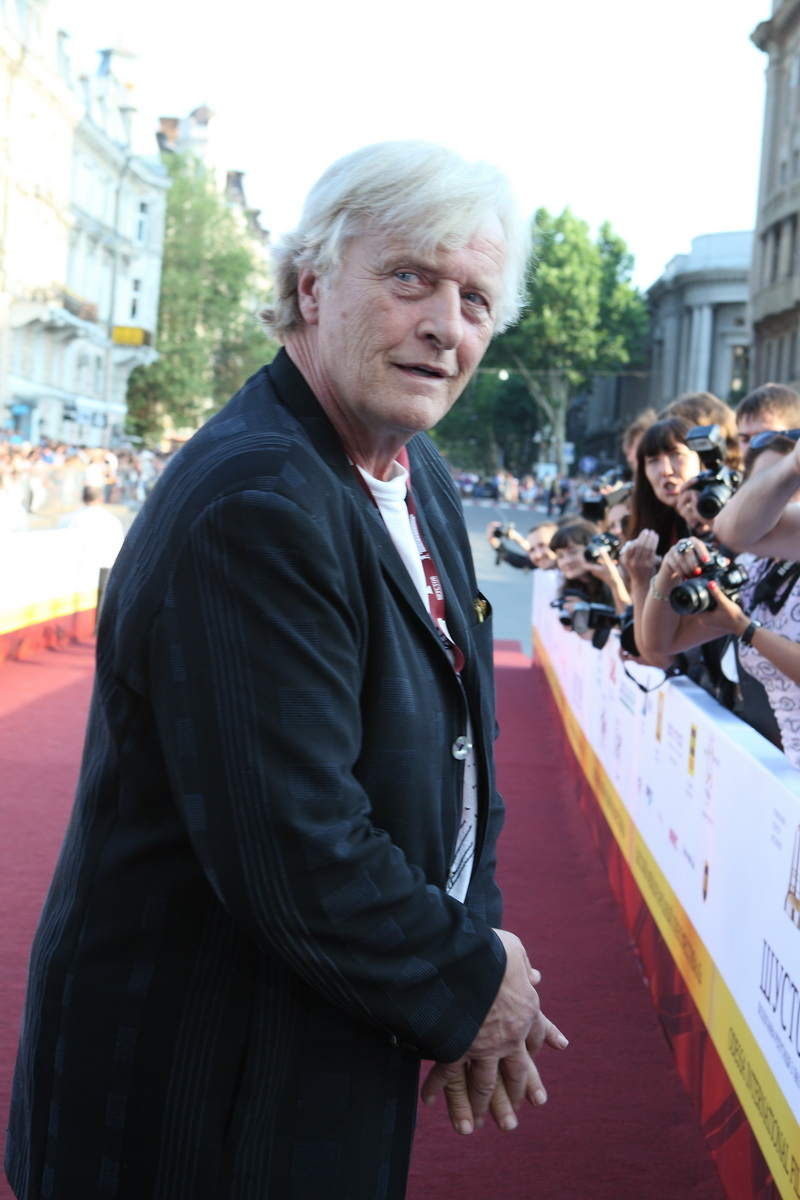
Рутгер Хауєр на червоній доріжці Одеського кінофестивалю-2010

## Спеціальні події
Однією з головних подій фестивалю 17 липня став спеціальний показ відреставрованій копії картини Сергія Ейзенштейна «Броненосець Потьомкін» просто неба на знаменитих одеських Потьомкінських сходах.
На сцені яка була змонтована на східцях Потьомкінських сходів, понад екрану був розміщений симфонічний оркестр, під чий музичний супровід і демонструвався фільм. Партитура теж була відновлена з оригіналу (авторства Едмунда Майзеля 1926 року), який готували для прем'єри фільму в Німеччині. Для створення додаткової атмосфери, в морському порту, на тлі якого була розміщена сцена, з настанням темряви був здійснений удар по ринді, що послужив сигналом до початку показу.

## Переможці
Церемонія нагородження переможців 1-го Одеського міжнародного кінофестивалю відбулася 24 липня 2010 в Одеському театрі опери і балету.
Головний приз фестивалю за найкращий фільм — «Дітям до 16…», режисер Андрій Кавун,  Росія.
Найкращий режисер— Юліуш Махульський, автор фільму «Колисанка»,  Польща.
Найкраща акторська робота— Яап Спайкерс, виконавець головної ролі у фільмі «Кондитер» режисер Немарі ван де Монд,  Нідерланди.
Спеціальна нагорода журі— фільм «Моє самогубство»[недоступне посилання з грудня 2018], режисер Девід Лі Міллер,  США.
Спеціальна нагорода журі— фільм «Жовтень»[недоступне посилання з грудня 2018], режисери Даніель і Дієго Вега,  Перу,  Іспанія.
Приз глядацьких симпатій— фільм «Дітям до 16…», режисер Андрій Кавун,  Росія.

## Галерея

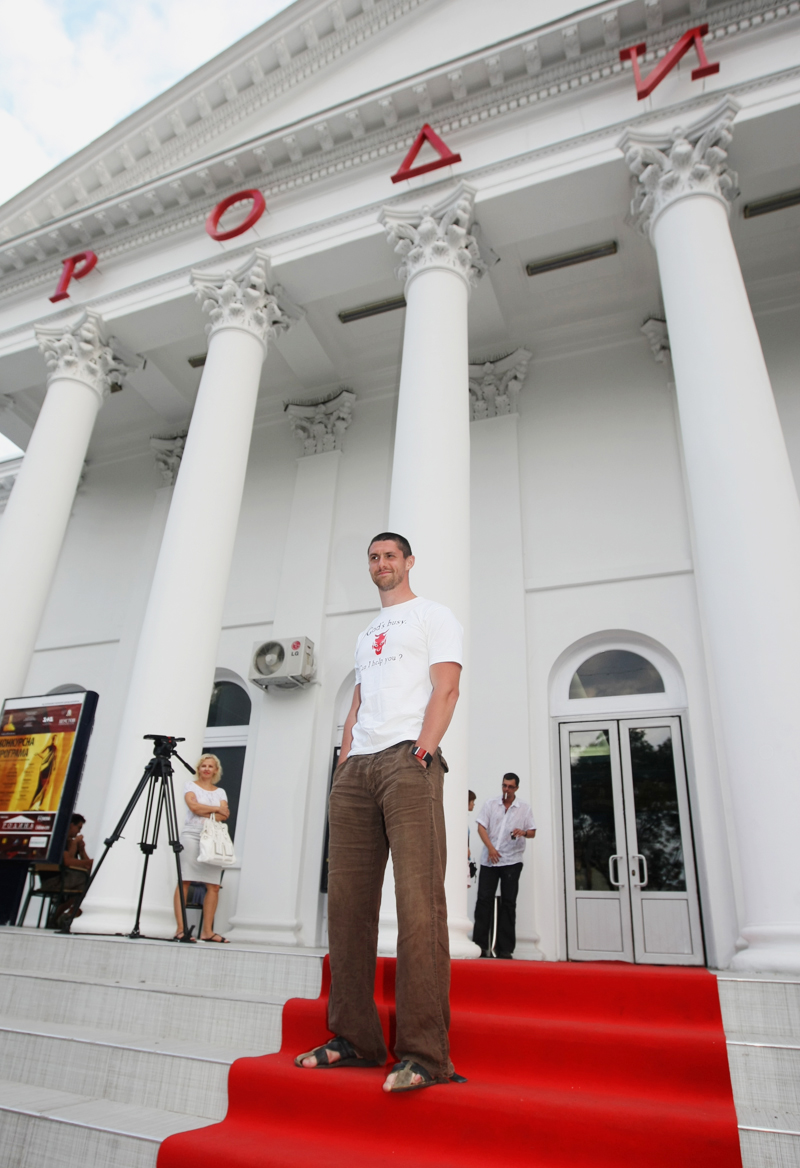
Фестивальний центр — кінотеатр «Родина»
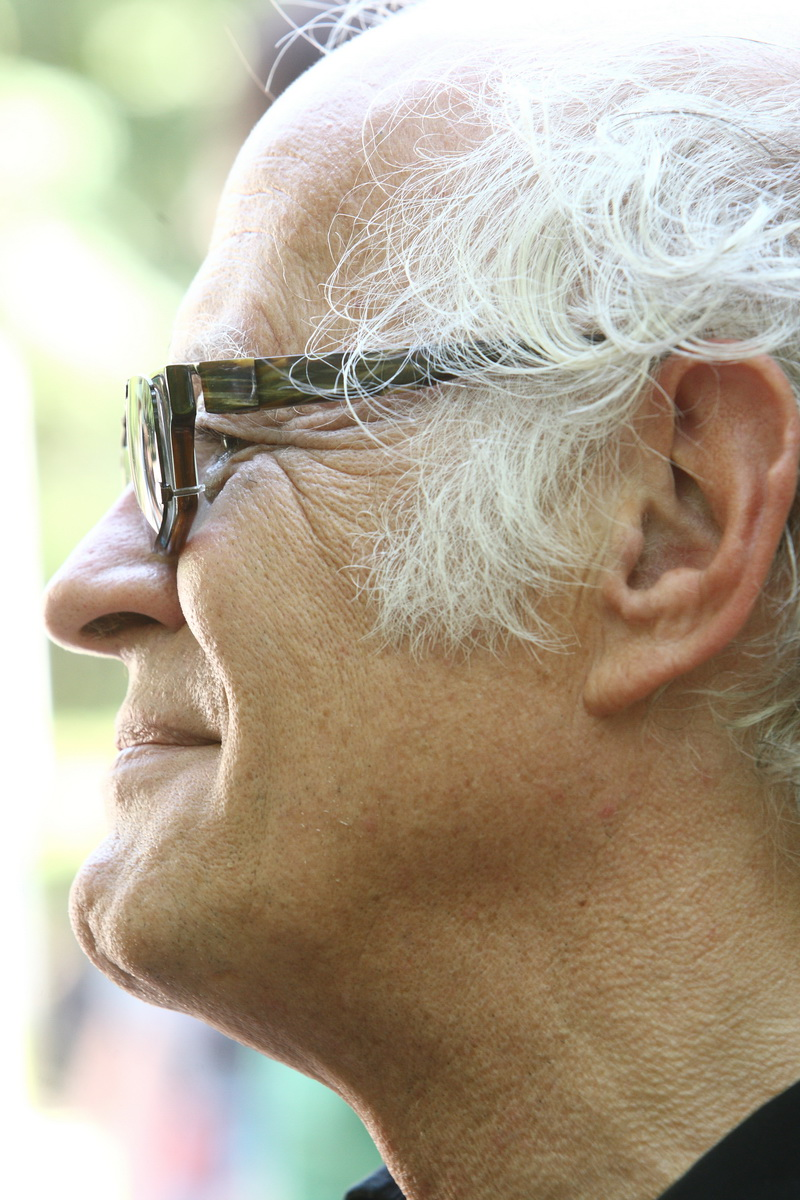
Йос Стеллінг — глава журі 1-го Одеського кінофестивалю
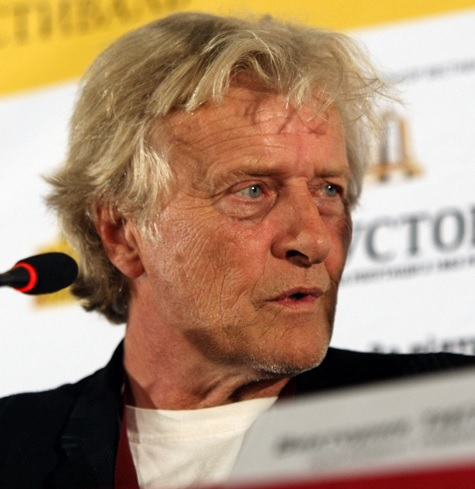
Рутгер Хауер — спеціальний гість кінофестивалю
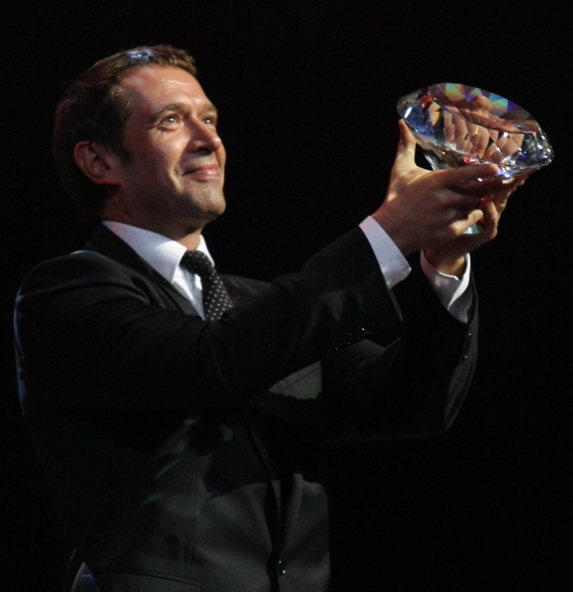
Володимир Машков отримує нагороду «За внесок в культурне життя Одеси»
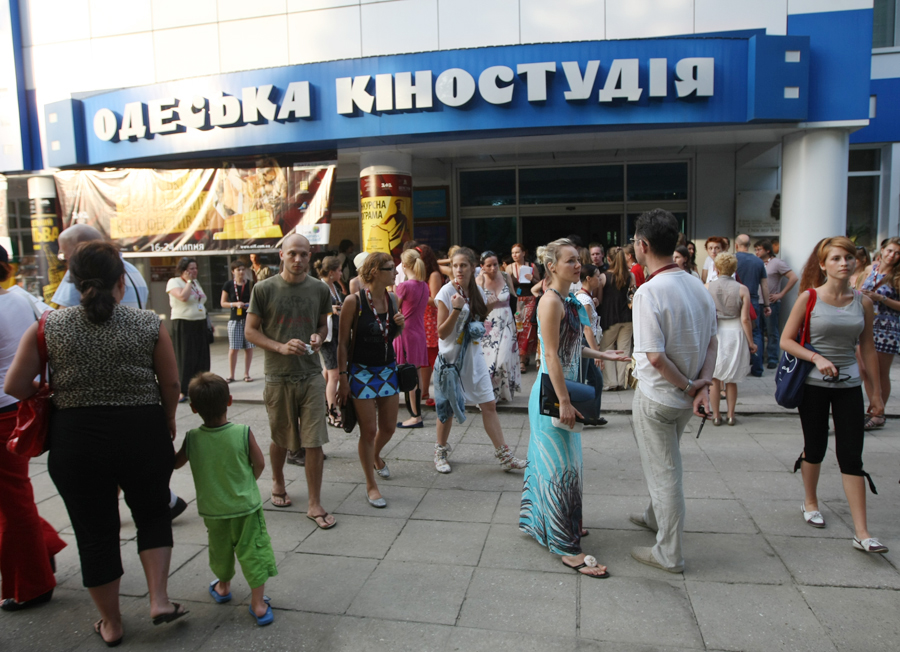
Одеська кіностудія — місто дислокації «Літньої кіношколи»
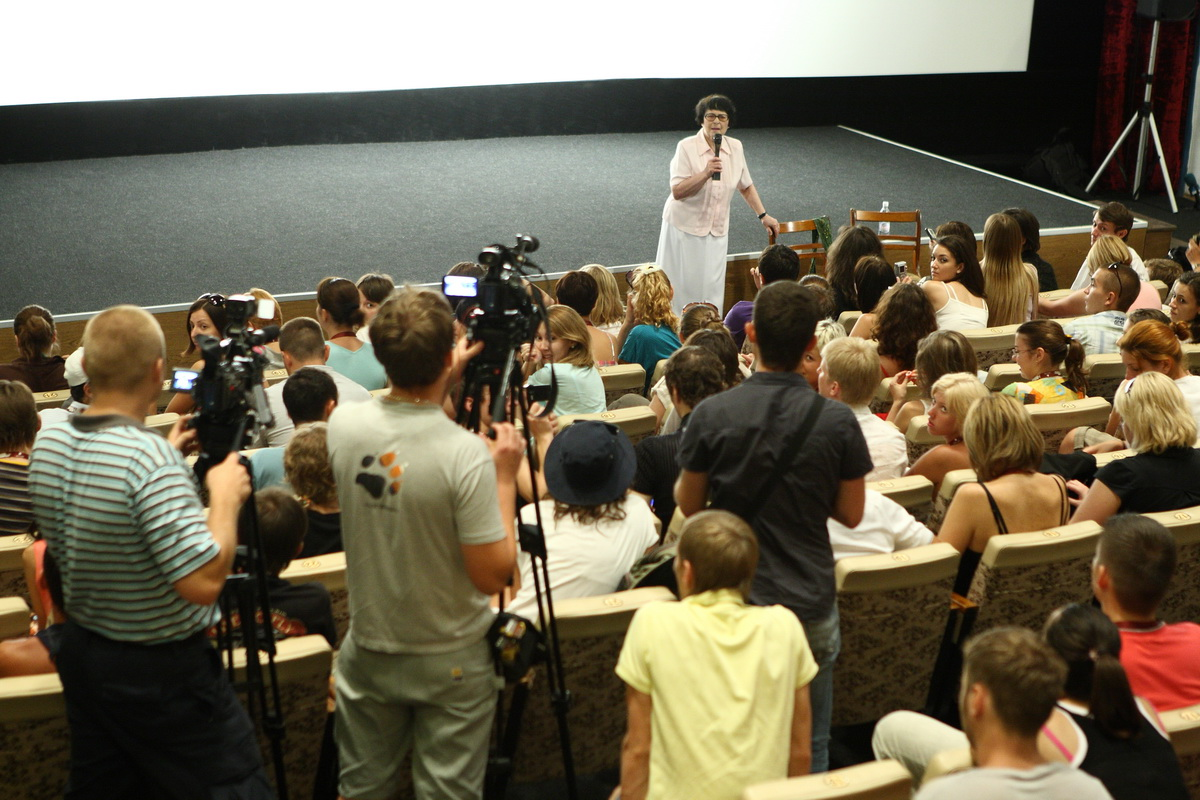
Майстер-клас Кіри Муратової
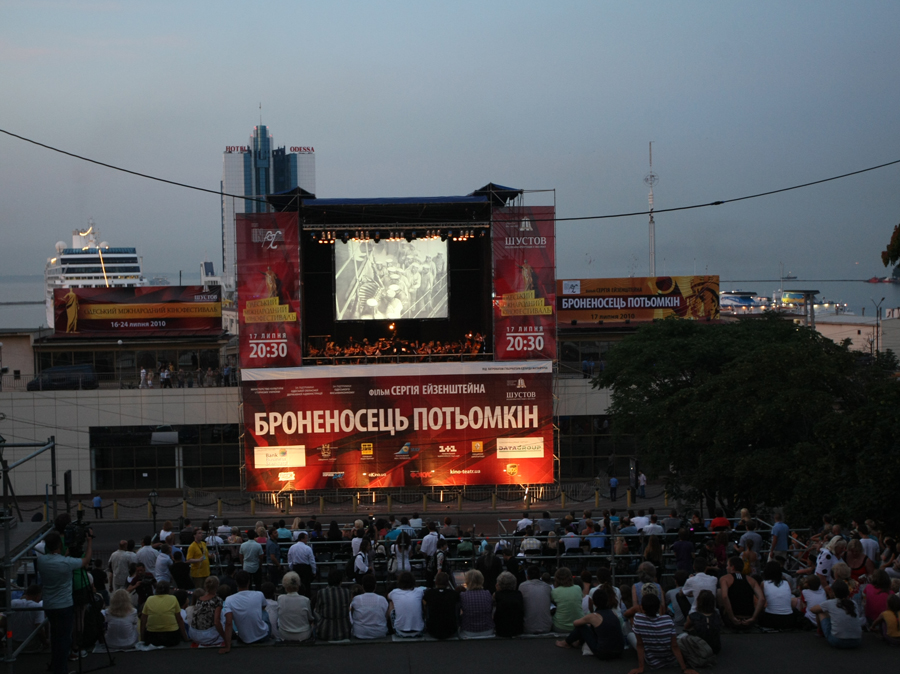
Кіноконцерт «Броненосець Потьомкин» на Потьомкінських сходах
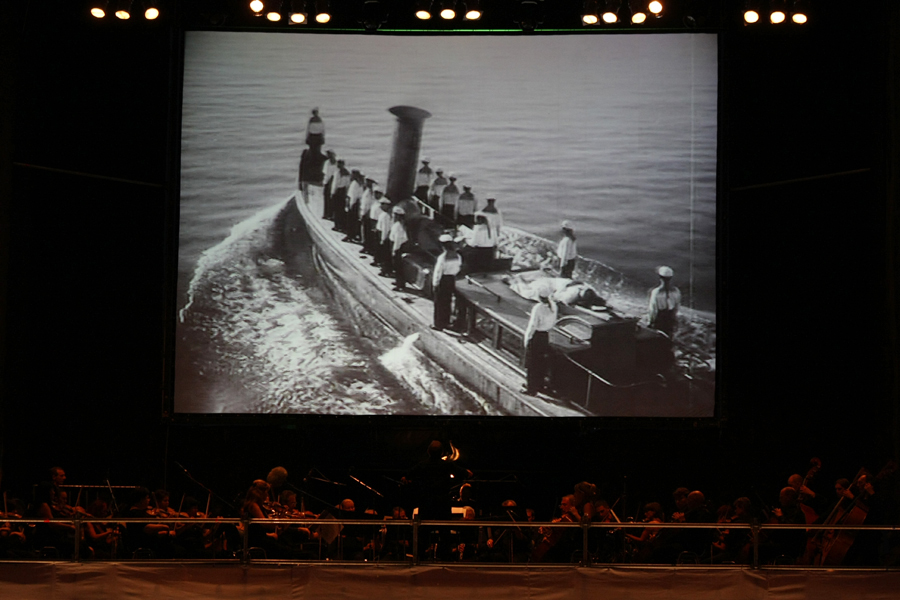
Кіноконцерт «Броненосець Потьомкин» на Потьомкінських сходах
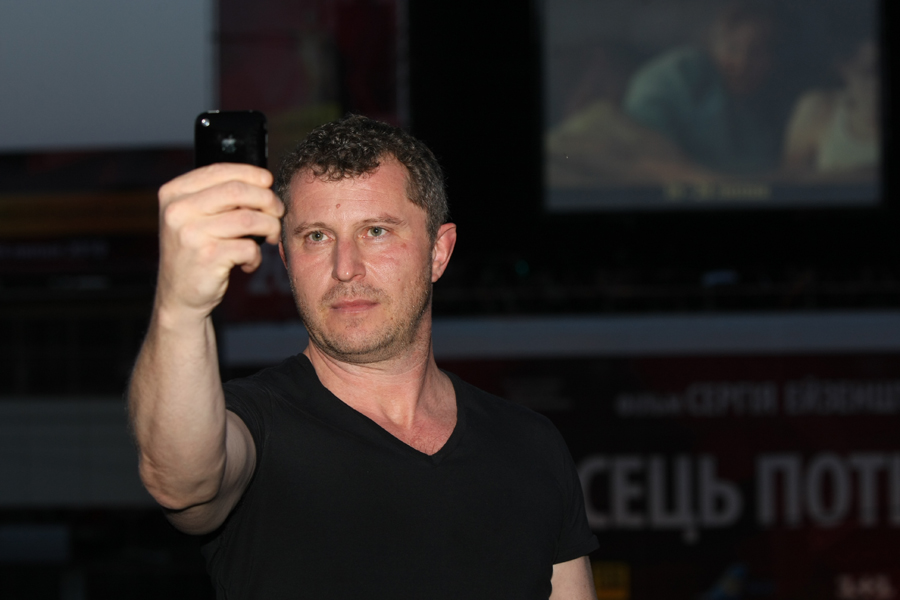
Вадим Перельман на Потьомкінських сходах
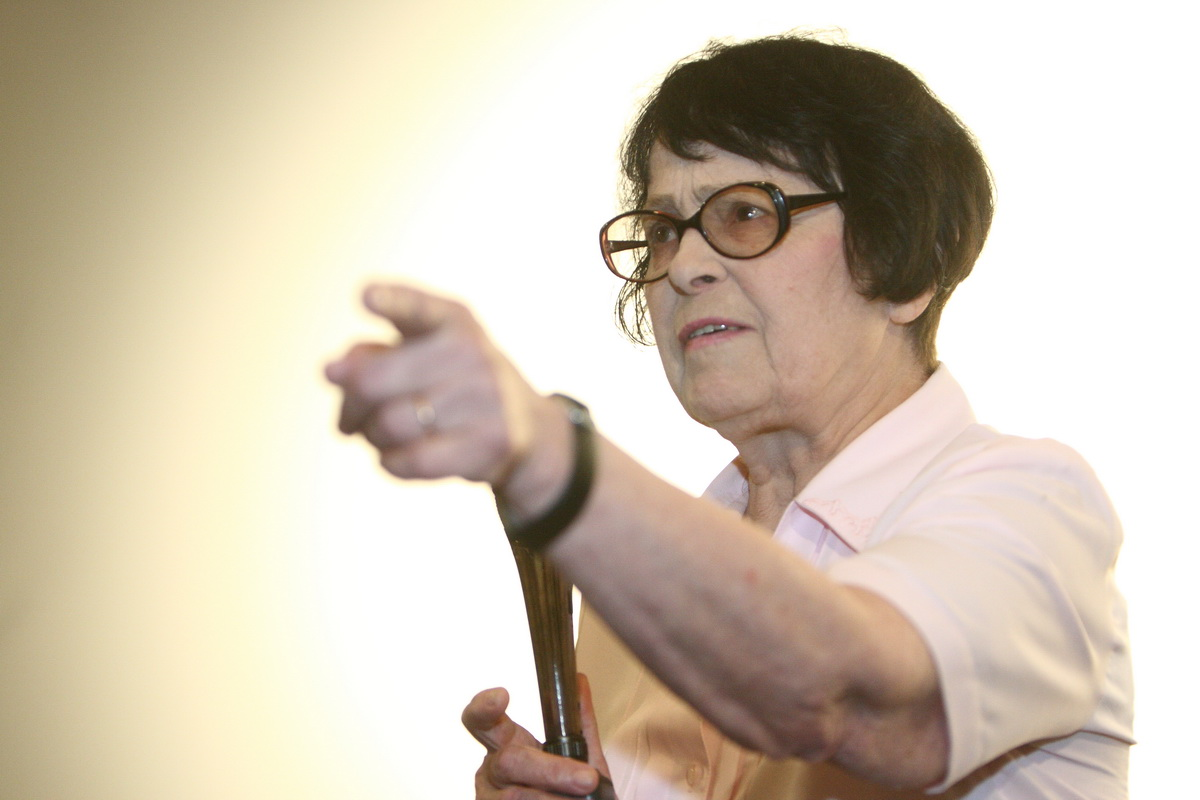
Кіра Муратова
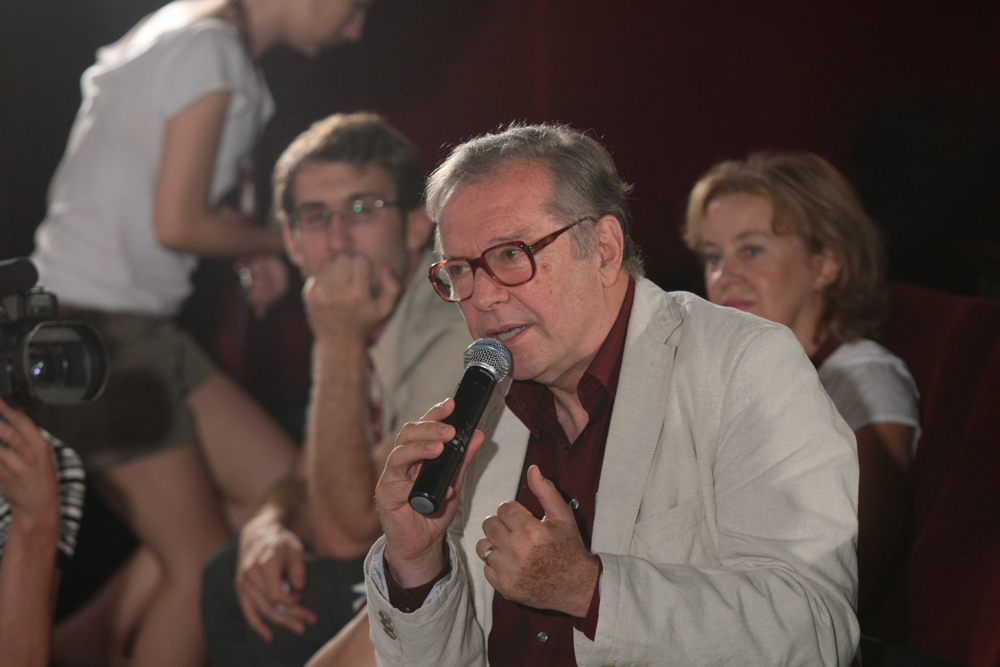
Кшиштоф Зануссі
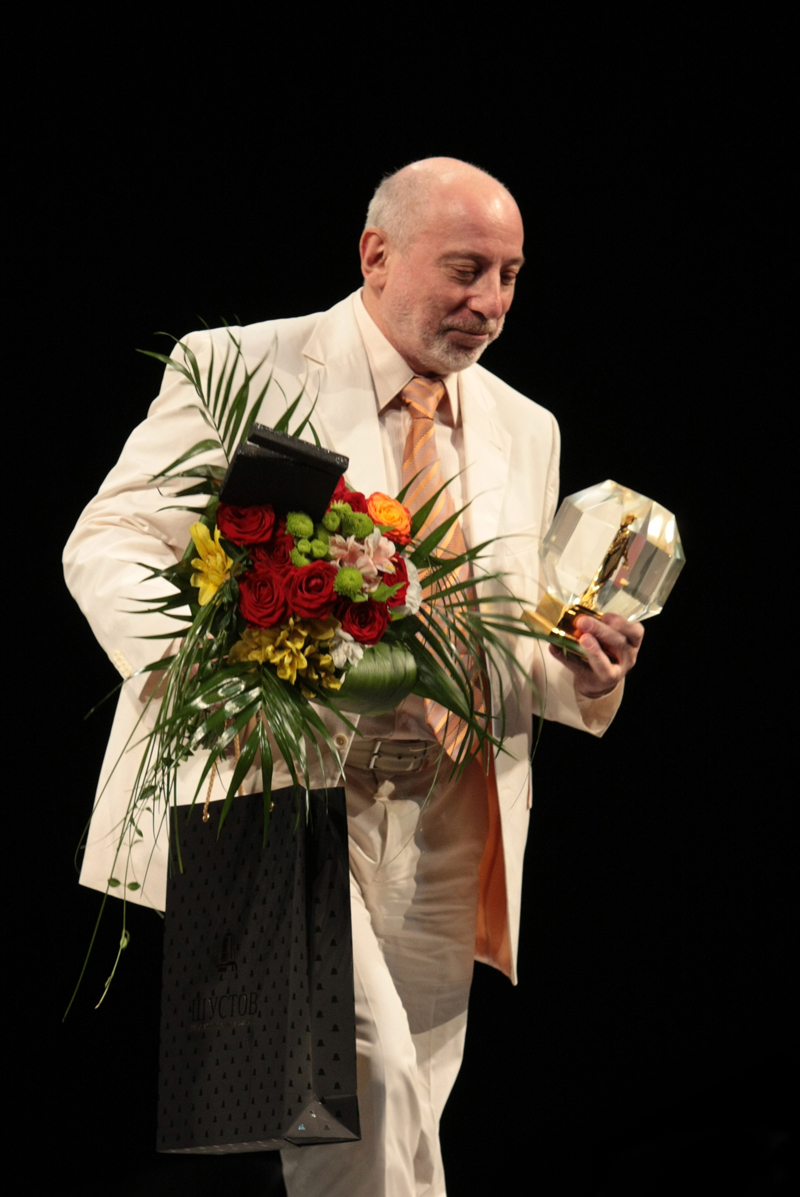
Юрій Мамин зі своїм відреставрованим призом фестивалю Золотий Дюк-1988
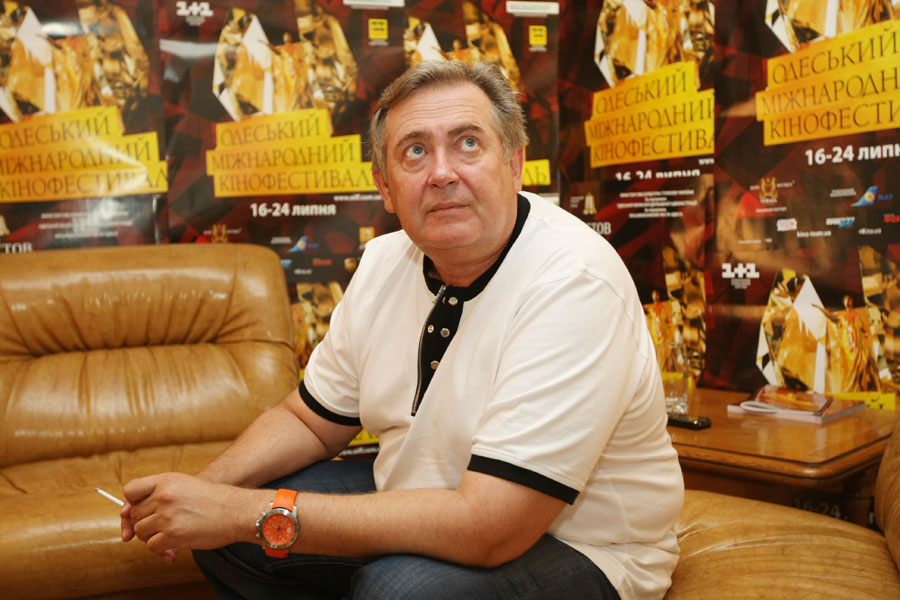
Юрій Стоянов
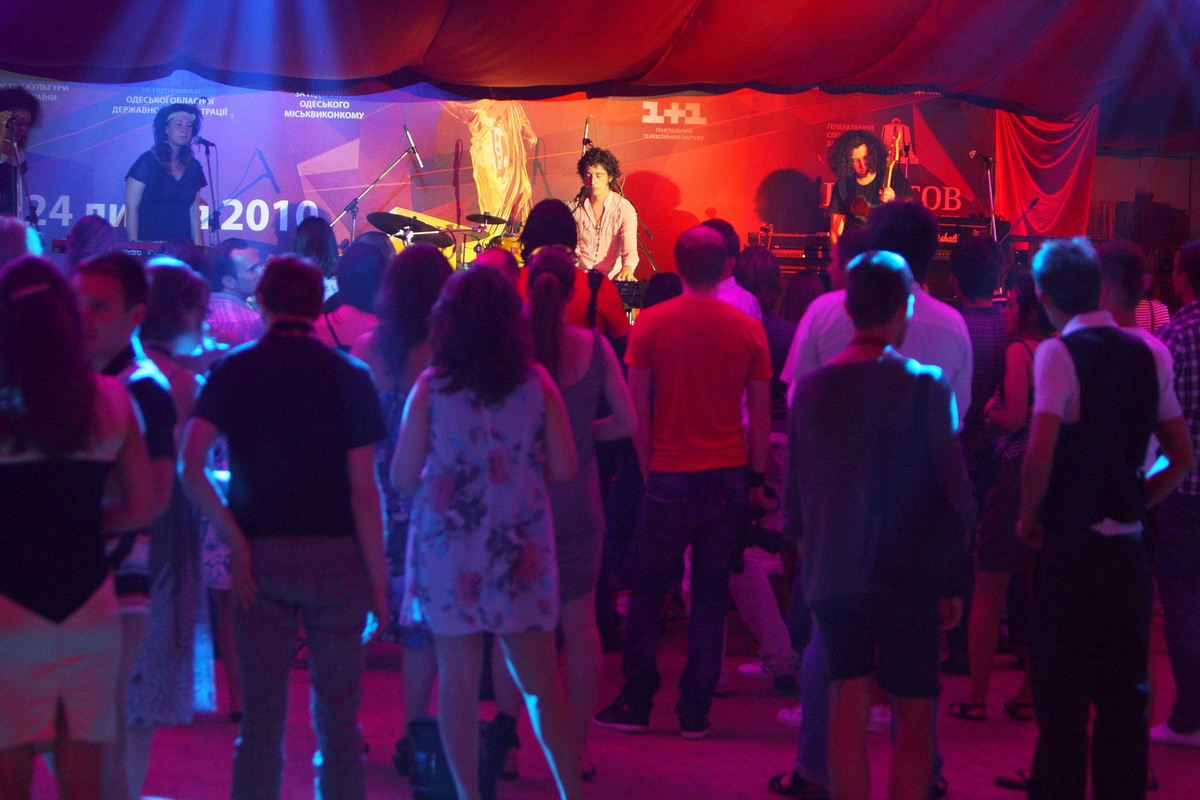
Фестивальні вечірки: проект Дмитра Шуров «Pianoбой»
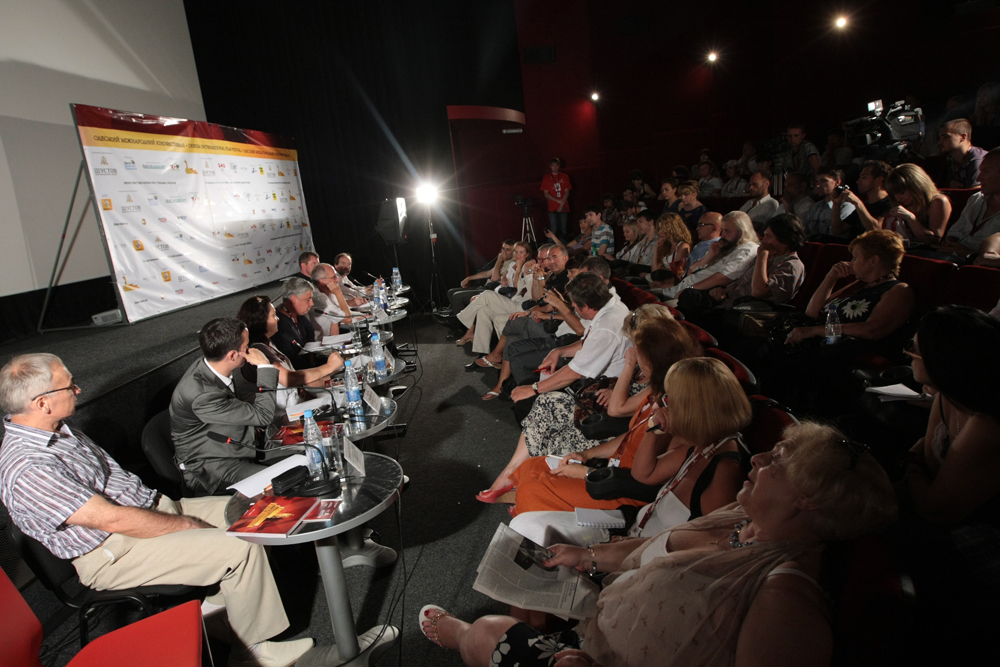
Дискусії у Фестивальному центрі